# Прибережний підводний човен

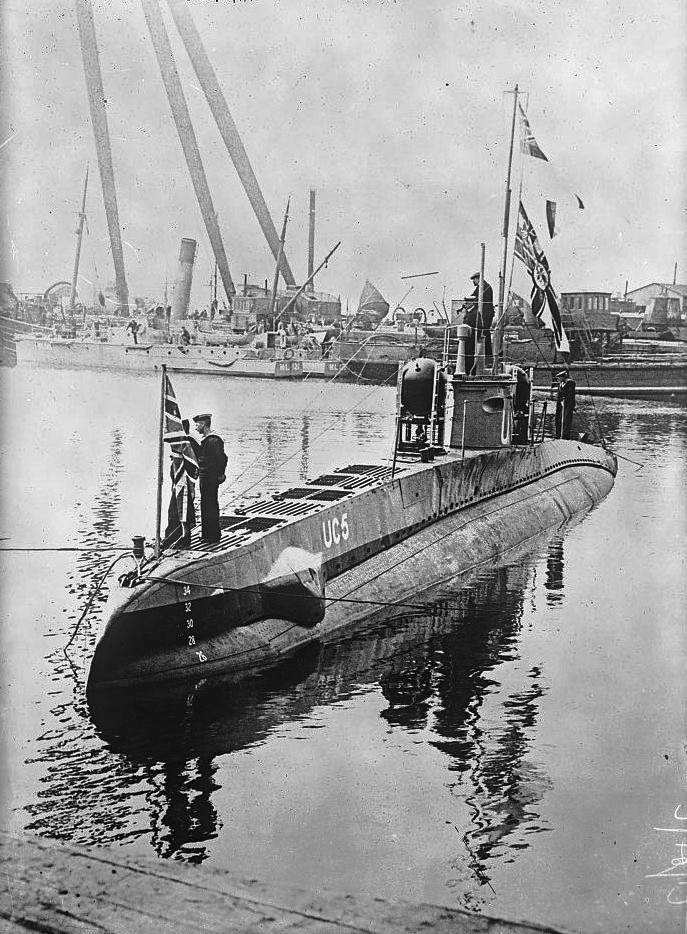
Німецький прибережний підводний човен - підводний мінний загороджувач Type UC I

Прибережний підводний човен - це невеликий, маневрений підводний човен з неглибокою осадкою, який спроможний діяти у мілководних прибережних ділянках морів чи навіть у гаванях. Хоча розміри цього класу субмарин точно не визначені, прибережні підводні човни більші за надмалі підводні човни, але менші, ніж підводні човни, призначені для тривалих походів у відкрите море. Обмеженість простору на борту прибережних підводних човнів визначають їх незначні запаси палива та продовольства для команди (що обмежує їх автономність), а також обмежений боєкомплект. Водночас такі човни спроможні діяти у районах, недоступних для більших підводних човнів, крім того, їх важче виявити.

## Історія
Перші підводні човни були фактично прибережними, адже на ранніх етапах розвитку вони не мали технічної  можливості здійснювати далекі походи.
Спеціалізовані прибережні підводні човни з'явилися у Німеччині під час під час Першої світової війни, оскільки мали перевагу над звичайними човнами у мобільності та швидкості побудови, у той час, як їх технічні характеристики були достатніми для операцій у Ла-Манші. Водотоннажність цих прибережних підводних човнів складала лише 15 чи 20 відсотків від стандартних підводних човнів, зате вони могли будуватися у чотири рази швидше, а також доправлятися залізницею до морських баз у окупованій Бельгії.  Загальний обсяг виробництва німецьких прибережних підводних човнів під час Першої світової війни склав 136 субмарин, призначених для торпедних атак і 95 підводних мінних загороджувачів.